# Видстрём, Ульрика
Ульрика Каролина Видстрём (швед. Ulrica Carolina Widström; 24 ноября 1764, Стокгольм — 19 февраля 1841, Мариестад) — шведская поэтесса и переводчица.

## Биография и творчество
Ульрика Видстрём родилась в 1764 году в Стокгольме. Её родители, Петер Никлас Форсберг и Катарина Мария, служили при дворе: отец — лакеем и органным мастером, мать — поломойкой. Ульрика, с детства бывавшая во дворце, приобрела влиятельных покровителей. Так, её крёстной матерью была Шарлотта Фредрика фон Ферсен, графиня и главная фрейлина королевы Софии Магдалены. Благодаря графине Ульрика обучалась языкам и музыке и с юных лет имела возможность общаться с поэтами Карлом Густафом аф Леопольдом и Томасом Турильдом.
В 1790 году Ульрика вышла замуж за Свена Видстрёма, скрипача в королевском оркестре. У них родилось пятеро детей. Ульрика много писала, занималась переводами и, возможно, также служила при дворе. В 1807 году, когда королевский оркестр внезапно распустили, семья осталась без средств к существованию. Ульрика нашла место гувернантки, а Свен — учителя музыки при дворе. Когда в 1812 году Свен Видстрём умер, Ульрика переселилась из Стокгольма в провинцию, в Вестергётланд, и устроилась гувернанткой в семью священника. К этому времени двоих из её собственных детей уже не было в живых; после переезда она потеряла третьего.
В последние годы жизни Ульрика, вместе с дочерью, заведовала школой для девочек в Мариестаде. Она поддерживала общение с писательницами Софией фон Кнорринг и Фредрикой Бремер. Ульрика Видстрём умерла в Мариестаде в 1841 году.
Ульрика Видстрём известна в первую очередь как поэт. Её ранние стихотворения, опубликованные в 1780-х годах, представляли собой пасторали в духе Соломона Гесснера. В наиболее известном сборнике Видстрём, «Erotiska Sånger» (1799), также присутствуют пасторальные, идиллические мотивы. Помимо поэзии, Ульрика Видстрём писала пьесы. В 1840 году вышла книга «Ulrika C. Widströms Samlade Witterhetsförsök». В следующем году, незадолго до смерти поэтессы, Шведская академия наградила её золотой медалью за вклад в литературу.